# Três Forquilhas
Três Forquilhas est une ville brésilienne de la mésorégion métropolitaine de Porto Alegre, capitale de l'État du Rio Grande do Sul, faisant partie de la microrégion d'Osório et située à 154 km au nord-est de Porto Alegre. Elle se situe à une latitude de 29° 32′ 15″ sud et à une longitude de 50° 03′ 52″ ouest, à 15 m d'altitude. Sa population était estimée à 2 926 en 2007, pour une superficie de 217 km2. L'accès s'y fait par les BR-101 et RS-417.
L'origine du nom vient de la confluence de trois cours d'eau (Três forquilhas = "trois fourches") sur le territoire de la commune et donné par les premiers colons portugais. Ceux-ci furent plus tard rejoint, en juin 1827, par 126 Allemands protestants. 
L'économie de la commune est agricole, avec la production de carottes, de betteraves, de choux, etc. mais on cultive aussi de la canne à sucre pour la production de rapadura et de cachaça, de même que des bananes et des haricots.
Sa position dans un paysage de collines et de montagnes font de la municipalité un point touristique en plein développement, avec sa végétation préservée, ses cours d'eau et ses cascades d'eau claire, comme celle de la Pedra Branca, dans le district de Boa União, et le Cañon do Josafat.

## Villes voisines
- Morrinhos do Sul
- Três Cachoeiras
- Terra de Areia
- Itati
- Praia Grande, dans l'État de Santa Catarina